# 相模原市立緑台小学校
相模原市立緑台小学校（さがみはらしりつ みどりだいしょうがっこう）は、神奈川県相模原市南区新磯野3丁目にある公立小学校。

## 沿革
- 1973年（昭和48年）
  - 時期不明 - 校舎建築[1]。
  - 5月1日 - 開校[2]。
- 1974年（昭和49年） - 体育館建築[1]。
- 2002年（平成14年）5月 - 創立30周年記念として、校庭にタイムカプセルを埋設[2][3]。
- 2022年（令和4年）
  - 5月28日 - 20年前の創立30周年時に当時の在校生（平成2年4月2日〜平成8年4月1日生まれ）に封印したタイムカプセルの開封式挙行[2][3]。
  - 11月16日 - 創立50周年記念式典挙行[3]。
- 2023年（令和5年）3月 - 創立50周年記念誌発行[2]。
- 2026年（令和8年）4月 - もえぎ台小と相武台小に再編する[4]。

## 児童数・学級数
- 本校の児童数は全学年合計で344人。学級数は全学年合計で16学級となっている（2024年（令和6年）5月1日現在）[5]。

## 通学区域
- 相模原市南区[6]
  - 新磯野1丁目（45番〜47番・50番〜55番）
  - 新磯野3丁目（全域）
  - 新磯野4丁目（8番10号〜8番18号）
  - 相武台1丁目（全域）
  - 相武台2丁目（全域）
  - 相武台3丁目（14番〜31番）

## 進学中学校
- 相模原市南区[7]
  - 相模原市立相武台中学校

## 周辺
- 相模原市立緑台児童クラブ[注 1]
- 相武台グリーンパーク（マンション）[注 2]
- 相模原新磯野郵便局[注 3]
- 学校法人川崎学園つくし野幼稚園[注 4]
- 社会福祉法人相武台福祉会あらいそのこども園[注 5]
- セイムス相模原新磯野店
- 米軍座間キャンプ
- 相模原市消防団第2分団第5部
- 相模原市立図書館相武台分館
- 新磯野公園
  - 新磯野公園以外の公園も点在。
- 神奈川県警相模原南警察署相武台交番
- 相模原市立相武台小学校
- 相模原市相武台公民館
- 相模原看護専門学校[注 6]
- 相模原市相武台こどもセンター[注 7]

## アクセス
- 神奈川中央交通「台02」系統で、「新磯野公園前」停留所より、
  - のりば1（相武台グリーンパーク行）から、徒歩約415m・約6分。
  - のりば2（相武台前駅行）から、徒歩約390m・約6分。